# Conferenza della Grande Asia orientale
     Impero giapponese
     Territori reclamati dal Giappone e i suoi alleati e Stati cliente

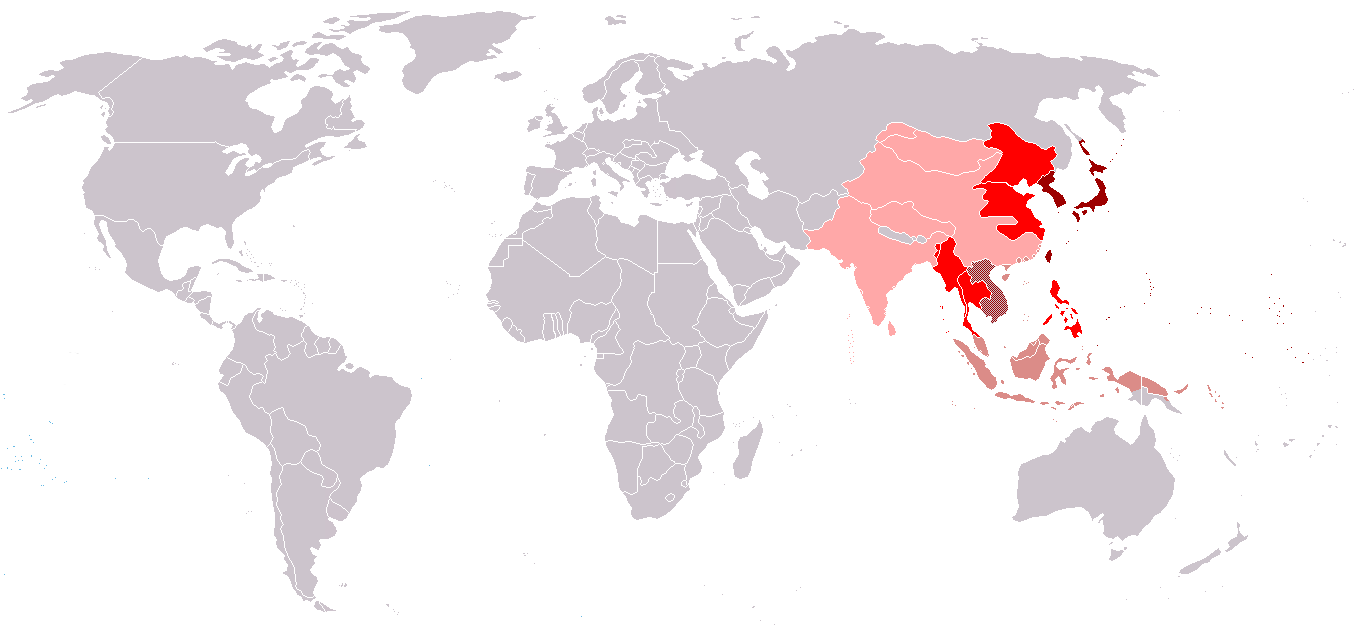
Stati membri della conferenza della Grande Asia orientale
Impero giapponese
Altri territori occupati dal Giappone
Territori reclamati dal Giappone e i suoi alleati e Stati cliente

La conferenza di Tokyo del 1943, meglio nota come conferenza della Grande Asia orientale (大東亞會議?, Dai Tōa Kaigi) fu un incontro internazionale tenutosi a Tokyo tra il 5 e il 6 novembre 1943, in piena seconda guerra mondiale. La conferenza riunì nella capitale nipponica i capi di governo e i rappresentanti dell'Impero giapponese e dei suoi principali alleati e collaboratori in Asia, membri della cosiddetta "sfera di co-prosperità della Grande Asia orientale".
Lungi da produrre decisioni dall'immediato effetto pratico, la conferenza fu più che altro un'occasione di propaganda, al fine di convincere i popoli asiatici che il Giappone era portatore di un ruolo di "liberatore" dall'oppressione del colonialismo occidentale in Asia e aumentare quindi il sostegno allo sforzo bellico nipponico nei confronti delle rinnovate controffensive degli Alleati sul fronte del Pacifico; la maggior parte dei delegati presenti alla conferenza erano espressione di governi collaborazionisti asiatici la cui "indipendenza" era stata proclamata dagli stessi giapponesi.
Il documento finale prodotto dalla conferenza rappresentava una specie di risposta giapponese alla Carta Atlantica degli alleati anglo-statunitensi, riprendendo anche alcuni dei temi in essa trattati in materia di cooperazione internazionale e diritto all'indipendenza e all'autogoverno degli Stati. Benché in definitiva fosse stato solo uno sforzo di propaganda pro-Giappone, inficiato dal reale comportamento dei giapponesi nei confronti delle nazioni asiatiche occupate, la conferenza viene ricordata anche come un primo tentativo di affermare un'unione pan-asiatica tra i popoli del continente, tema ripreso dalla conferenza di Bandung del 1955.

## Antefatti

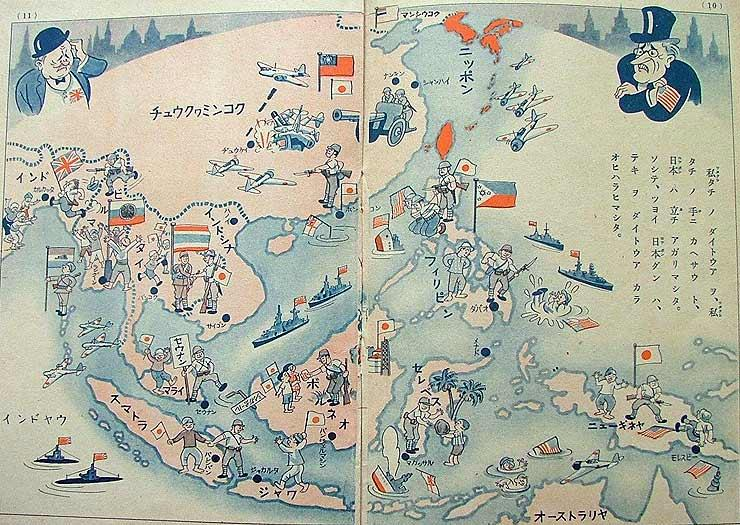
Un libretto di propaganda giapponese del 1943: sotto gli sguardi perplessi di Churchill (in alto a sinistra) e Roosevelt (in alto a destra), i popoli dell'Asia orientale accolgono come liberatori le truppe giapponesi venute a cacciare i colonizzatori occidentali

Sin dalla conclusione della guerra russo-giapponese del 1904-1905, tanto i popoli delle nazioni asiatiche dominate dalle "potenze bianche" (come India o Indocina) quanto quelli degli Stati forzati a sottoscrivere "trattati ineguali" con le grandi potenze occidentali (come la Cina) iniziarono a guardare al Giappone come a un modello a cui ispirarsi, vista la sua natura di prima nazione asiatica ad aver sconfitto nei tempi più recenti una grande potenza europea, l'Impero russo appunto. Nel corso degli anni 1920 e 1930, i mezzi d'informazione giapponesi diedero ampio risalto alle leggi di stampo razzista emanate dai governi occidentali al fine di escludere l'immigrazione dalle nazioni asiatiche (come la "politica dell'Australia bianca" che influenzò i governi e l'opinione pubblica australiani dal 1901, o le leggi anti-immigrazione approvate dal Congresso degli Stati Uniti nel 1882, 1917 e 1924), come pure a resoconti su quanto gli asiatici soffrissero di pregiudizi razziali negli Stati Uniti d'America, in Canada, in Australia e nelle stesse colonie asiatiche delle potenze europee.
La maggior parte dei giapponesi all'epoca sembrava credere sinceramente che il Giappone fosse una nazione unicamente virtuosa, governata da un imperatore che era un dio vivente, e quindi la fonte di ogni bontà nel mondo. Poiché l'imperatore era adorato come un dio vivente e considerato moralmente «puro e giusto», l'autopercezione diffusa tra i giapponesi stessi era che il Giappone non avrebbe mai potuto fare nulla di sbagliato, poiché sotto la guida dell'imperatore divino tutto ciò che lo Stato giapponese faceva era da considerarsi unicamente come "giusto"; la conseguenza di ciò era che la popolazione giapponese era predisposta ad accettare automaticamente una qualunque guerra condotta dal Giappone come una cosa "giusta" e "morale", visto che il divino imperatore non avrebbe mai potuto condurre una guerra "ingiusta". In questo contesto, molti giapponesi credevano che la missione del Giappone fosse porre fine al dominio delle nazioni occidentali in Asia e liberare gli altri asiatici che soffrivano sotto il dominio delle "potenze bianche"; un pamphlet distribuito alle truppe giapponesi nel dicembre 1941 recitava: «Questi bianchi possono aspettarsi, dal momento in cui escono dal grembo delle loro madri, di ricevere una ventina di nativi come loro schiavi personali. È davvero questa la volontà di Dio?». La propaganda giapponese sfruttava spesso il tema del maltrattamento degli asiatici per opera dei colonizzatori occidentali come sprone per le truppe nipponiche.

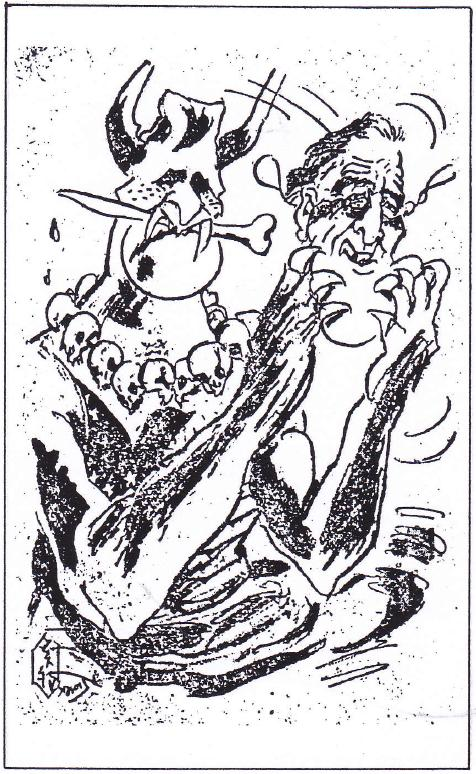
Un poster propagandistico giapponese del 1944: dietro una maschera raffigurante il presidente statunitense Roosevelt si nasconde un demone cornuto e zannuto

A partire dal 1931, il Giappone iniziò a giustificare il suo proprio imperialismo in Asia facendo riferimento al tema del pan-asiatismo. La guerra con la Cina, iniziata nel 1937, venne descritta come uno sforzo per unire i popoli cinese e giapponese nell'amicizia pan-asiatica e per portare in Cina la "via imperiale", scopi che giustificavano l'«uccisione compassionevole» dei «pochi piantagrane» in Cina che erano causa di tutti i problemi nelle relazioni sino-giapponesi; in base a ciò, la propaganda giapponese aveva proclamato che l'Esercito imperiale, guidato dalla «benevolenza dell'imperatore», era venuto in Cina per impegnarsi proprio in "uccisioni compassionevoli" per il bene dello stesso popolo cinese. Quando nel 1941 il Giappone dichiarò guerra agli Stati Uniti e a diversi Stati europei che possedevano colonie in Asia, i giapponesi iniziarono a rappresentare sé stessi come coinvolti in una guerra di liberazione per il bene di tutti i popoli asiatici; in particolare, la propaganda nipponica fu intrisa di un marcato razzismo nei confronti degli occidentali, dipinti come "demoni bianchi" e "diavoli bianchi" completi di artigli, zanne, corna e code. Lo stesso governo imperiale dipinse il conflitto come una guerra razziale tra i benevoli popoli asiatici guidati dal Giappone da un lato e gli statunitensi e gli europei dall'altro, dipinti come esseri sub-umani. Questo degenerò al punto che gli stessi leader nipponici diedero a volte l'impressione, nei loro discorsi, di credere alla propria propaganda sul fatto che i bianchi fossero interessati da un processo di degenerazione razziale, che li stesse effettivamente trasformando nelle creature demoniache sbavanti e ringhianti raffigurate nei loro cartoni animati: in una conferenza stampa nel 1940, il ministro degli esteri nipponico Yōsuke Matsuoka ebbe modo di affermare che «la missione della razza Yamato è impedire che la razza umana diventi diabolica, salvarla dalla distruzione e condurla alla luce del mondo».
     Giappone e sue dipendenze
     Stati alleati del Giappone (Thailandia e India Libera)
     Territori occupati e Stati clienti

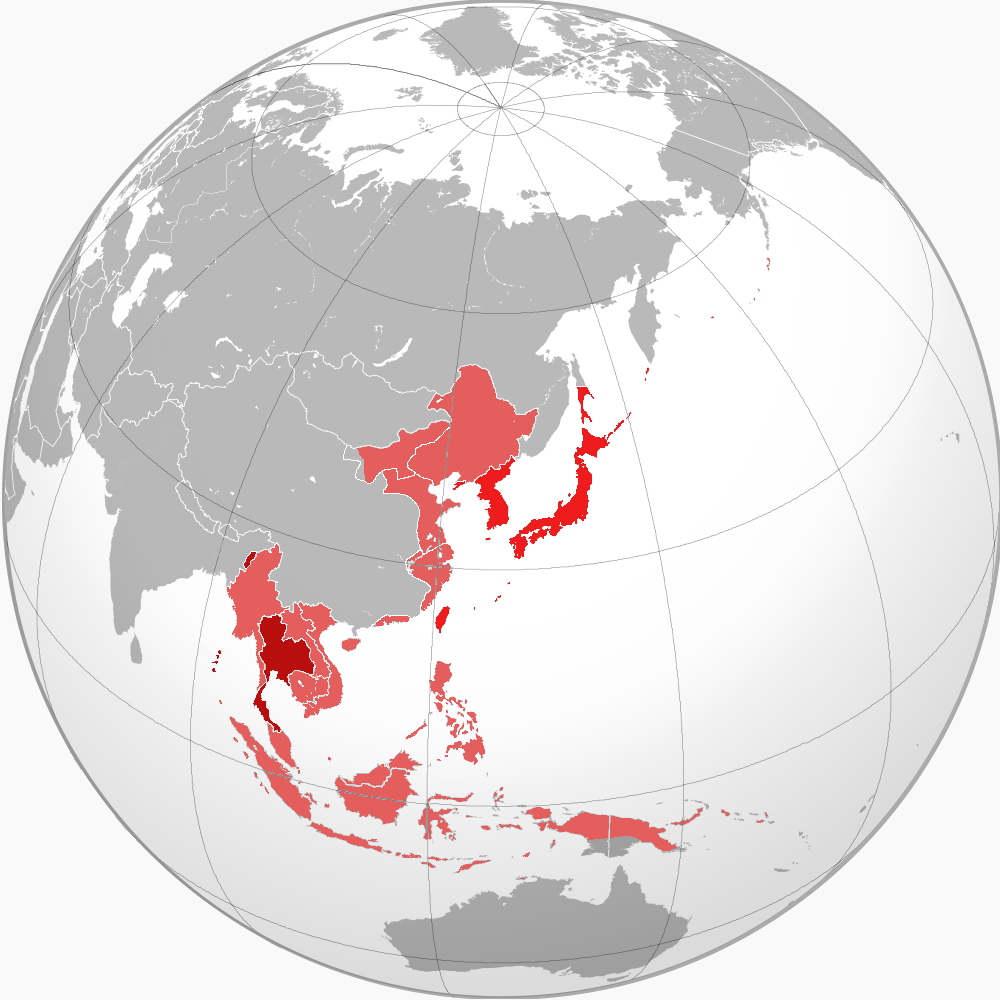
La sfera di co-prosperità giapponese al massimo della sua espansione territoriale.
Giappone e sue dipendenze
Stati alleati del Giappone (Thailandia e India Libera)
Territori occupati e Stati clienti

Almeno alcune persone all'interno delle colonie asiatiche accolsero i giapponesi come liberatori dal giogo degli europei. La propaganda giapponese insisteva molto sulla necessità di creare una "sfera di co-prosperità della Grande Asia orientale" dove tutti i popoli asiatici potessero vivere insieme come fratelli e sorelle; la realtà delle cose era tuttavia più simile a quanto esposto in un documento del luglio 1943 intitolato Indagine sulla politica mondiale con la razza Yamato come nucleo, dove i giapponesi stessi erano indicati come una razza superiore agli altri popoli mondiali e naturalmente destinata a dominare per sempre sugli altri popoli asiatici, considerati come razzialmente inferiori. Prima dell'indizione della conferenza della Grande Asia orientale, il governo giapponese aveva rilasciato vaghe promesse di indipendenza a una varietà di movimenti anti-coloniali e indipendentisti asiatici nei territori occupati dal Giappone, ma salvo che per l'istituzione di alcuni evidenti Stati fantoccio nella Cina occupata queste promesse non avevano portato in pratica a nulla di concreto. Quando, nel corso del 1943, l'andamento della guerra del Pacifico iniziò a ritorcersi contro il Giappone, i burocrati del Ministero degli esteri nipponico e i sostenitori della filosofia del pan-asiatismo presenti nei ranghi del governo e delle forze armate iniziarono a premere per una rapida politica di concessione dell'indipendenza a varie parti dell'Asia, nel tentativo di incrementare la resistenza locale al ritorno delle truppe degli Alleati e aumentare il supporto allo sforzo bellico del Giappone; centrale nel sostenere questa politica fu Mamoru Shigemitsu, ambasciatore giapponese presso il governo collaborazionista cinese insediato a Nanchino. La dirigenza militare nipponica accolse la proposta in principio, ben capendo il valore propagandistico di una simile mossa, ma il livello di "indipendenza" che i militari avevano in mente per i vari territori era addirittura inferiore a quello di cui godeva lo Stato fantoccio cinese del Manciukuò; diversi territori ricompresi nella sfera di co-prosperità della Grande Asia orientale non erano poi destinati a essere interessati da questo fenomeno.
La necessità di compensare i fallimenti sul piano militare con un successo sul piano diplomatico portarono il gabinetto del primo ministro Hideki Tōjō a sposare la politica di apertura pan-asiatica. All'inizio del 1943 il governo giapponese istituì un Ministero per la Grande Asia orientale, incaricato di curare le relazioni con i supposti Stati indipendenti asiatici ricompresi nella sfera di influenza del Giappone; in merito alla creazione del ministero, lo storico statunitense Gerhard Weinberg scrisse: «Questo passo mostrò esso stesso che gli annunci periodici provenienti da Tokyo circa il fatto che i popoli dell'Asia dovevano essere liberati e autorizzati a determinare il proprio destino erano una farsa e così erano intesi. Se qualcuno dei territori nominalmente dichiarati indipendenti lo fosse stato effettivamente, poteva ovviamente relazionarsi con il Ministero degli esteri, che esisteva proprio allo scopo di intrattenere rapporti con Stati indipendenti». Shigemitsu, il maggior sostenitore dell'iniziativa, fu chiamato da Tōjō nell'aprile 1943 a ricoprire la carica di ministro degli esteri, e il processo di concessione dell'indipendenza ai territori occupati dal Giappone ebbe inizio: formali dichiarazioni di indipendenza furono pronunciate dalla Birmania il 1º agosto 1943 e dalle Filippine il 14 ottobre 1943, mentre il 21 ottobre i giapponesi curarono l'istituzione di un governo provvisorio per l'India. Già dal 2 ottobre, infine, la dirigenza nipponica diede il suo assenso alla riunione, per il novembre seguente, di una "Conferenza della Grande Asia orientale" tra delegati di massimo livello in rappresentanza degli Stati "indipendenti" uniti al Giappone: nella visione di Shigemitsu la conferenza doveva costituire il primo passo per l'istituzione di una confederazione asiatica e di un regime di cooperazione internazionale che potesse proseguire nel dopoguerra, oltre a dare una visione più positiva degli obiettivi del Giappone nel conflitto in corso; Tōjō e i vertici militari, più pragmaticamente, guardavano alla conferenza come a un modo per aumentare il sostegno dei popoli asiatici allo sforzo bellico nipponico, oltre a servire a minare il morale degli Alleati opponendo alla loro avanzata un fronte compatto nell'Asia orientale.

## La conferenza

### I partecipanti
La scelta dei partecipanti alla conferenza fu dettata da vari fattori. Regioni come la Corea e l'isola di Taiwan erano state da tempo annesse come territori esterni dello stesso Impero giapponese, e non era previsto per esse alcun piano per la concessione di una qualche forma di autonomia politica o anche solo di indipendenza nominale. I giapponesi non invitarono poi alcun delegato dal Vietnam o dalla Cambogia, al fine di non guastare i rapporti con il governo di Vichy che continuava a esercitare, pur sotto l'occupazione militare nipponica, il controllo politico nominale della colonia dell'Indocina francese. Il problema rappresentato dalla Malesia e dalle ex Indie orientali olandesi (l'odierna Indonesia) fu più complesso: gli organizzatori della conferenza furono spiazzati dalla decisione di annettere questi territori all'Impero giapponese, assunta unilateralmente il 31 maggio 1943 dal Quartier generale imperiale, che di fatto eliminava qualunque piano per la concessione di un'indipendenza anche solo nominale; questa azione causò un grave danno all'immagine del Giappone come "liberatore" dei popoli asiatici. I leader indipendentisti indonesiani Sukarno e Mohammad Hatta furono invitati a Tokyo poco dopo la conclusione della conferenza per un incontro informale, ma non fu permesso loro di partecipare alla conferenza stessa.

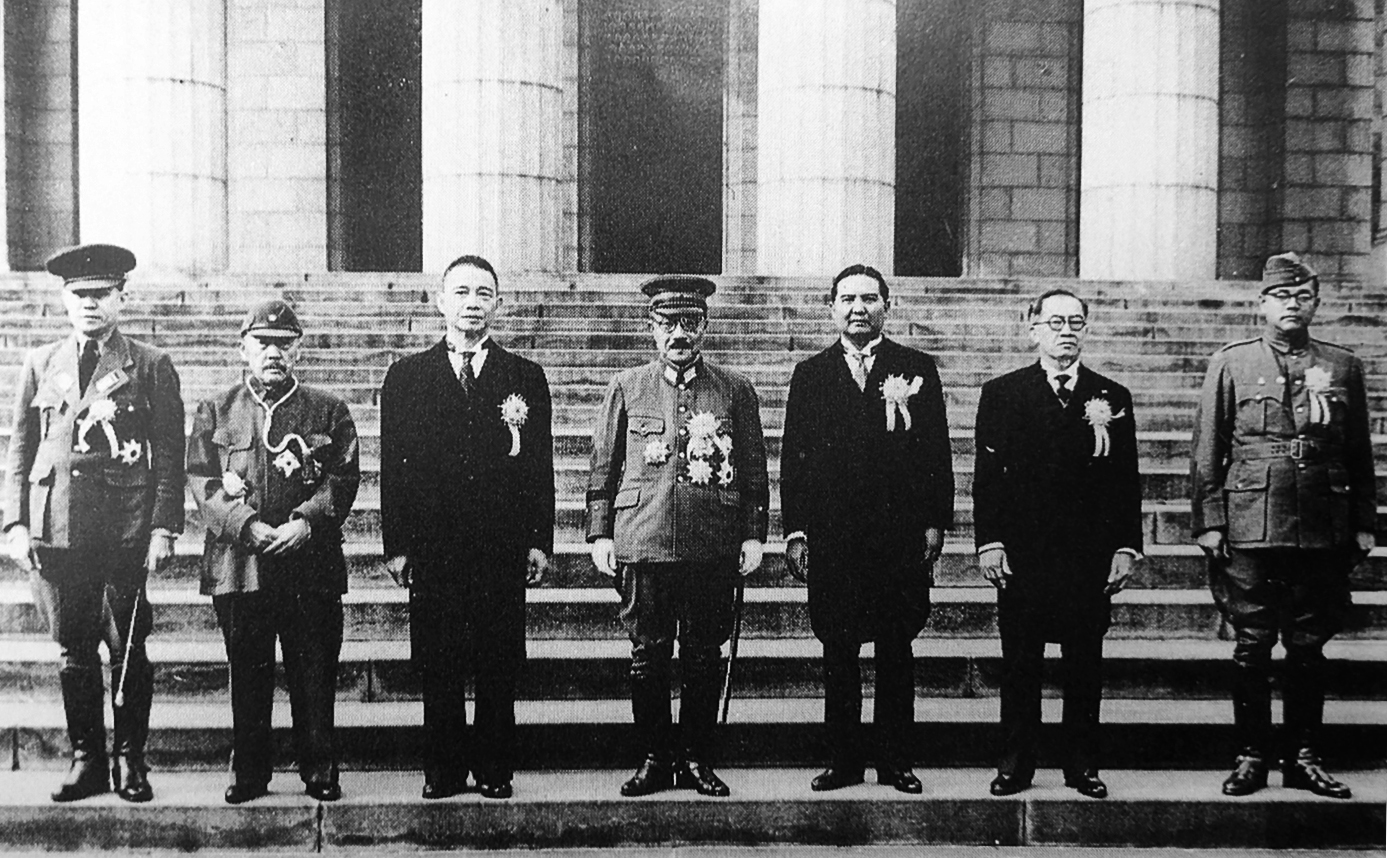
I capi delegazione presenti alla conferenza: da sinistra, Ba Maw, Zhang Jinghui, Wang Jingwei, Hideki Tōjō, Wan Waithayakon, José P. Laurel e Subhas Chandra Bose

Alla fine, oltre al Giappone stesso, furono sei gli Stati "indipendenti" invitati a prendere parte alla conferenza. I capi delle delegazioni presenti a Tokyo furono:
- Hideki Tōjō, primo ministro dell'Impero giapponese;
- Zhang Jinghui, primo ministro del Manciukuò;
- Wang Jingwei, presidente della Repubblica di Cina;
- Ba Maw, presidente dello Stato di Birmania;
- Subhas Chandra Bose, capo di Stato dell'India Libera;
- Jose P. Laurel, presidente della Repubblica filippina;
- Wan Waithayakon, principe reale e inviato del Regno di Thailandia.

Strettamente parlando Subhas Chandra Bose era presente solo in qualità di "osservatore", visto che la quasi totalità dell'India continuava a rimanere sotto il controllo del Regno Unito. La Thailandia inviò alla conferenza il principe Wan Waithayakon in luogo del primo ministro Plaek Phibunsongkhram, al fine di enfatizzare il fatto che il Paese era un alleato del Giappone e non una regione posta sotto il suo dominio; Phibunsongkhram era inoltre preoccupato dalla possibilità di essere spodestato da un colpo di Stato qualora si fosse allontanato da Bangkok.
Benché la Corea non avesse alcuna delegazione ufficiale alla conferenza, alcuni intellettuali coreani di spicco come lo storico Choe Nam-seon, il romanziere Yi Kwang-su e lo scrittore di libri per bambini Ma Haesong furono invitati come membri della delegazione nipponica, al fine di pronunciare discorsi inneggianti al Giappone ed esprimere i loro ringraziamenti ai giapponesi per aver colonizzato la Corea; lo scopo di questi discorsi era fondamentalmente quello di rassicurare gli altri popoli asiatici circa il futuro che li aspettava all'interno della sfera di co-prosperità dominata dal Giappone. Il fatto che Choe e Yi fossero stati un tempo attivisti per l'indipendenza della Corea, e aspri oppositori del dominio del Giappone, rese la loro presenza alla conferenza un colpo di propaganda per il governo nipponico, poiché sembrava dimostrare che l'imperialismo giapponese fosse così vantaggioso per i popoli sottoposti che anche coloro che una volta vi si opponevano avevano ora cambiato idea. I coreani presenti parlarono anche con passione contro i "diavoli occidentali", descrivendoli come i «nemici più mortali della civiltà asiatica che siano mai esistiti» e lodando il Giappone per il suo ruolo nel tener loro testa.

### Temi trattati

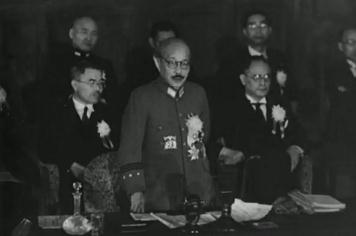
Tōjō prende la parola durante la conferenza

La conferenza si aprì alle 10:00 del 5 novembre 1943 presso il palazzo della Dieta imperiale a Tokyo; l'ordine dei lavori e degli interventi fu strettamente predisposto e regolato dai giapponesi. Tōjō accolse i delegati con un discorso in cui lodava l'«essenza spirituale» dell'Asia in contrapposizione alla «civiltà materialista» dell'Occidente; in generale l'incontro fu caratterizzato dall'elogio della solidarietà e dalla condanna dell'imperialismo occidentale, ma senza formulare piani pratici né di sviluppo economico né di integrazione.
Il tema principale trattato alla conferenza fu la necessità che tutti i popoli asiatici si radunassero dietro al Giappone e offrissero un esempio ispiratore di idealismo pan-asiatico contro i malvagi "diavoli bianchi"; lo storico statunitense John W. Dower scrisse che i vari delegati «qualificavano la guerra in Oriente-contro-Occidente, Orientale-contro-Occidentale, e in definitiva in un contesto sangue-contro-sangue». Il delegato birmano Ba Maw dichiarò: «Il mio sangue asiatico ha sempre chiamato altri asiatici... Questo non è il momento di pensare con altre menti, questo è il momento di pensare con il nostro sangue, e questo pensiero mi ha portato dalla Birmania al Giappone»; in seguito, Ba Maw ricordò che alla conferenza «eravamo asiatici che riscoprivano l'Asia». Il primo ministro Tōjō dichiarò nel suo discorso che «è un fatto incontrovertibile che le nazioni della Grande Asia orientale siano legate a tutti gli effetti da vincoli di un rapporto inscindibile»; il delegato filippino Jose Laurel dichiarò che nessuno al mondo poteva «fermare o ritardare l'acquisizione da parte di un miliardo di asiatici del diritto e dell'opportunità libera e senza restrizioni di plasmare il proprio destino»; secondo Subhas Chandra Bose, «se i nostri alleati dovessero cadere, non ci sarebbe speranza per l'India di essere libera per almeno 100 anni».
L'ambasciatore filippino a Tokyo dichiarò che «è giunto il momento per i filippini di ignorare la civiltà anglosassone e la sua influenza snervante... e di riconquistare il loro fascino e le virtù originarie di popolo orientale»; tuttavia, fu una grossa ironia della conferenza il fatto che, a dispetto dei veementi discorsi di condanna del colonialismo "anglo-sassone", l'inglese fu la lingua usata nel corso dei lavori, visto che era l'unico linguaggio comune a tutti i delegati. Bose ricordò in seguito che l'atmosfera alla conferenza era come quella di una «riunione di famiglia», poiché tutti erano asiatici e si sentivano come se appartenessero a un unico insieme; durante la conferenza gli studenti universitari indiani in Giappone accolsero Bose come un idolo.

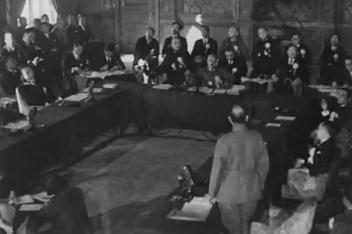
Un momento della conferenza con le varie delegazioni sedute al tavolo

Visto che il Giappone aveva circa due milioni di soldati impegnati in operazioni belliche sul suolo cinese, rendendo quello della Cina il principale teatro di operazioni per i giapponesi nel conflitto, nel 1943 il gabinetto di Tōjō aveva deciso di pervenire al più presto a un accordo di pace con i cinesi per dirottare tutte le risorse nella guerra contro gli statunitensi nel Pacifico.; l'idea di Tōjō aveva tuttavia incontrato una feroce opposizione nell'élite nipponica, restia a privarsi di uno qualsiasi dei "diritti e interessi" giapponesi in Cina la cui rinuncia era però l'unica base concepibile per fare la pace con i cinesi. Per quadrare questo cerchio su come fare la pace con la Cina senza rinunciare a nessuno dei "diritti e interessi" giapponesi in Cina, si credeva a Tokyo che una grande dimostrazione di pan-asiatismo avrebbe portato i cinesi a fare la pace con il Giappone e a unirsi ai giapponesi contro i loro comuni nemici, i "diavoli bianchi"; quindi, uno dei temi principali della conferenza fu che, essendosi alleato con gli Stati Uniti e il Regno Unito, il leader nazionalista Chiang Kai-shek, animo della resistenza cinese ai giapponesi, non era un vero asiatico poiché nessun asiatico si sarebbe alleato con i "diavoli bianchi" per combattere contro altri asiatici. Lo storico Weinberg osservò che per quanto riguarda la propaganda giapponese in Cina, i «giapponesi avevano in effetti cancellato ogni prospettiva di propaganda in Cina con la loro atroce condotta nel paese», ma nel resto dell'Asia lo slogan "Asia per gli asiatici" aveva molta «risonanza» poiché molte persone nel Sud-est asiatico non avevano amore per le varie potenze occidentali che le governavano.
Secondo Ba Maw, lo spirito pan-asiatico della conferenza del 1943 sopravvisse alla fine della guerra e alla sconfitta del Giappone, divenendo la base della conferenza di Bandung del 1955. Lo storico indiano Panjaj Mishra elogiò la conferenza della Grande Asia orientale considerandola come parte del processo di unione dei popoli asiatici contro i bianchi, poiché «i giapponesi avevano rivelato quanto profonde fossero le radici del sentimento anti-occidentale e come rapidamente gli asiatici potevano prendere il potere dai loro aguzzini europei». Mishra sostenne che il comportamento delle "potenze bianche" nei confronti delle loro colonie asiatiche, guidato da una marcata quantità di razzismo, portava naturalmente gli asiatici a guardare al Giappone come a un liberatore dai loro governanti coloniali.

### La dichiarazione congiunta
Il 6 novembre, a conclusione dei lavori della conferenza, i delegati approvarono all'unanimità una dichiarazione congiunta:
Gli Stati Uniti d'America e l'Impero britannico, nel cercare la propria prosperità, hanno oppresso altre nazioni e popoli. Soprattutto nell'Asia orientale, si abbandonarono a un'insaziabile aggressione e sfruttamento, e cercarono di soddisfare la loro smisurata ambizione di schiavizzare l'intera regione, arrivando alla fine a minacciare seriamente la stabilità dell'Asia orientale. Qui sta la causa della recente guerra. I paesi della Grande Asia orientale, al fine di contribuire alla causa della pace mondiale, si impegnano a cooperare affinché la guerra della Grande Asia orientale si concluda con successo, liberando la loro regione dal giogo della dominazione anglo-americana e assicurando la loro autoesistenza e autodifesa, e nella costruzione di una Grande Asia Orientale secondo i seguenti principi:
1. I paesi della Grande Asia orientale, attraverso la cooperazione reciproca, assicureranno la stabilità della loro regione e costruiranno un ordine di prosperità e benessere comuni basato sulla giustizia.
2. I paesi della Grande Asia orientale assicureranno la fraternità delle nazioni nella loro regione, rispettando la sovranità e l'indipendenza reciproca e praticando l'assistenza reciproca e l'amicizia.
3. I paesi della Grande Asia orientale, rispettando le reciproche tradizioni e sviluppando le facoltà creative di ogni razza, miglioreranno la cultura e la civiltà della Grande Asia orientale.
4. I paesi della Grande Asia orientale si sforzeranno di accelerare il loro sviluppo economico attraverso una stretta cooperazione su una base della reciprocità, promuovendo in tal modo la prosperità generale della loro regione.
5. I paesi della Grande Asia orientale coltiveranno relazioni amichevoli con tutti i paesi del mondo e si adopereranno per l'abolizione della discriminazione razziale, la promozione dei rapporti culturali e l'apertura delle risorse in tutto il mondo, contribuendo così al progresso dell'umanità.»

La dichiarazione uscita dalla conferenza era fondamentalmente un amalgama di due distinti documenti predisposti dal Ministero per la Grande Asia orientale e dal Ministero degli esteri nipponici, messi a punto già il 20 ottobre precedente. La dichiarazione, in sostanza, rappresentava una risposta del Giappone alla "Carta Atlantica" approvata dai massimi leader anglo-statunitensi il 14 agosto 1941, al punto che alcuni organi di informazione giapponesi si riferirono a essa come a una "Carta del Pacifico". I due documenti presentavano notevoli similitudini, come ammesso dallo stesso ministro degli esteri Shigemitsu e da vari delegati presenti alla conferenza: l'enfasi posta dalla dichiarazione sulla "sovranità e indipendenza" rispecchiava il riferimento della Carta Atlantica all'autodeterminazione nazionale e ai "diritti sovrani e di autogoverno"; entrambi i documenti chiedevano una maggiore cooperazione internazionale per promuovere la prosperità economica e per garantire la parità di accesso ai mercati e alle risorse, e si facevano promotori della necessità di una maggiore stabilità regionale e sicurezza delle nazioni nei loro confini.

## Conseguenze

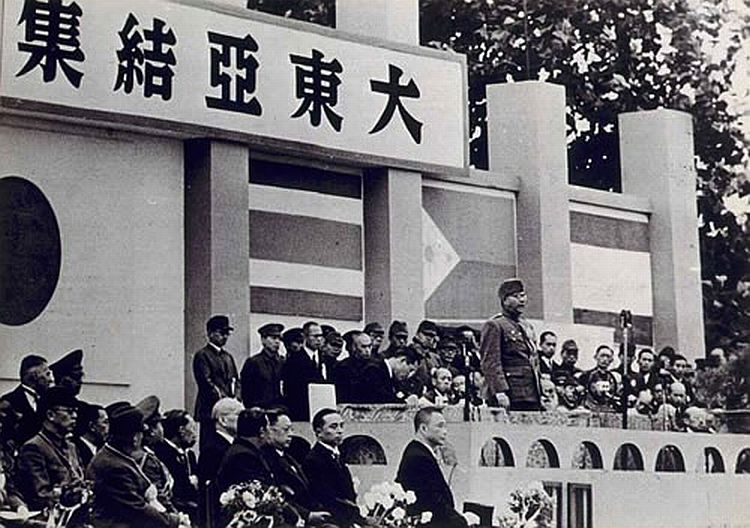
Chandra Bose arringa la folla riunita davanti al parlamento di Tokyo al termine della conferenza

La conferenza e la dichiarazione finale siglata il 6 novembre furono in definitiva poco più di un gesto propagandistico, volto a raccogliere il sostegno regionale per la fase successiva della guerra delineando gli ideali per la quale era combattuta; tuttavia, la conferenza segnò un punto di svolta nella politica estera del Giappone e nelle sue relazioni con le altre nazioni asiatiche. La sconfitta delle forze giapponesi nella campagna di Guadalcanal all'inizio del 1943 e una crescente consapevolezza dei limiti delle forze militari nipponiche portarono la dirigenza civile di Tokyo a rendersi conto che un quadro basato sulla cooperazione, piuttosto che uno basato sul dominio coloniale, avrebbe consentito una maggiore mobilitazione di manodopera e risorse contro l'avanzata delle forze degli Alleati; la conferenza segnò anche l'inizio degli sforzi per creare un quadro che consentisse una qualche forma di compromesso diplomatico per la conclusione della guerra, nel caso in cui la soluzione militare fosse fallita del tutto. Tuttavia, queste mosse arrivarono troppo tardi per salvare l'Impero giapponese, che si arrese agli Alleati meno di due anni dopo la conferenza.
Imbarazzato dal fatto che, nell'ottobre 1943, il Regno Unito e gli Stati Uniti avessero firmato dei trattati con cui rinunciavano alle loro concessioni e diritti extraterritoriali in Cina, il 9 gennaio 1944 il Giappone firmò un trattato con il regime di Wang Jingwei rinunciando a sua volta ai propri diritti extraterritoriali in Cina; per enfatizzare questa decisione, i giapponesi inviarono a Nanchino per la sigla del trattato il principe Mikasa, fratello minore dell'imperatore Hirohito. L'opinione pubblica cinese tuttavia non rimase impressionata da questo tentativo di porre le relazioni sino-giapponesi su una nuova base, anche perché il trattato non cambiava il rapporto tra Wang e i suoi padroni giapponesi. I richiami all'autodeterminazione nazionale contenuti nella dichiarazione congiunta non portarono ad alcun cambiamento nelle politiche del Giappone in Corea e a Taiwan, dove lo Stato giapponese praticava una politica di imposizione della lingua e della cultura nipponica ai coreani e ai taiwanesi, il che in qualche modo indeboliva la retorica pan-asiatica; la visione del Giappone considerava l'Asia attraverso la nozione di "luogo", il che significava che tutti i popoli asiatici erano razze diverse che avevano un "posto" adeguato all'interno di una "sfera di co-prosperità", con i giapponesi come razza principale. Il cambiamento verso un rapporto più cooperativo tra il Giappone e gli altri popoli asiatici nel 1943-45 fu in gran parte cosmetico, e fu attuato in risposta a una guerra che progrediva verso la sconfitta del Giappone stesso.
Lo storico statunitense John W. Dower ritenne che le affermazioni pan-asiatiche del Giappone fossero poco più di un "mito", e che i giapponesi fossero razzisti e sfruttatori nei confronti degli altri asiatici tanto quanto le "potenze bianche" contro cui stavano combattendo, e in modo anche più brutale visto che i giapponesi trattavano i loro presunti "fratelli e sorelle" asiatici con una spietatezza spaventosa. La realtà del dominio giapponese smentiva le dichiarazioni idealistiche fatte alla conferenza: nel corso del conflitto 670 000 coreani e 41 862 cinesi furono deportati in Giappone per lavorare come schiavi in condizioni degradanti nelle industrie giapponesi; la maggioranza non sopravvisse fino alla conclusione della guerra. Circa 60 000 civili provenienti da Birmania, Cina, Thailandia, Malesia e Indie olandesi, unitamente a 15 000 prigionieri di guerra britannici, statunitensi, australiani e indiani, persero la vita mentre erano impiegati come lavoratori schiavi nella costruzione della "Ferrovia della Birmania" tra Birmania e Thailandia; il trattamento riservato ai lavoratori stranieri era ben sintetizzato da un vecchio proverbio giapponese a proposito dell'appropriato trattamento da riservare agli schiavi: ikasazu korasazu («non lasciarli vivere, non lasciarli morire»). In Cina, tra il 1937 e il 1945, i giapponesi furono responsabili della morte di un numero di persone compreso tra gli 8 e i 9 milioni; tra 200 000 e 400 000 giovani donne, principalmente originarie della Corea ma provenienti anche da altre nazioni asiatiche, furono obbligate a servire come donne di conforto a favore delle truppe giapponesi all'estero, termine eufemistico per indicare delle schiave sessuali sovente sottoposte a terrificanti abusi fisici e psicologici. 
Come ebbe modo di rimarcare lo scrittore britannico George Orwell in una trasmissione radiofonica, «a coloro che affermano che la causa del Giappone è la causa dell'Asia contro le razze europee, la risposta migliore è: perché allora i giapponesi fanno costantemente guerra ad altre razze che sono asiatiche non meno di loro stessi?». Un Ba Maw profondamente disilluso scrisse dopo la guerra che «la brutalità, l'arroganza e le pretese razziali dei militaristi giapponesi in Birmania rimangono tra i ricordi più profondi dei birmani degli anni della guerra; per moltissime persone nel sud-est asiatico questi sono tutto ciò che ricordano della guerra».